# 劉儉 (景泰進士)
劉儉（1414年—？），字宗禹，江西饒州府浮梁縣人，民籍，明朝政治人物。進士出身。

## 生平
江西鄉試第四十九名。景泰二年（1451年）辛未科會試第一百七十名，殿試登進士第三甲第二十一名。

## 家族
曾祖父劉隆文。祖父劉自誠。父亲劉仕琳。